# Lars Gabriel Andersson
Lars Gabriel Andersson, född 22 februari 1868 i Vagnhärads församling, Södermanlands län, död 13 februari 1951, var en svensk zoolog.

## Biografi
Andersson var assistent vid Naturhistoriska riksmuseets vertebratavdelning 1894-1895 och 1897-1902, blev filosofie doktor 1909, och blev 1912 lektor vid Norra latinläroverket samt var 1920-1933 rektor vid Lidingö kommunala mellanskola och gymnasium. Andersson var associerad som fristående forskare på Riksmuseet fram till 1940-talet och är internationellt mest känd för sina systematiska studier av groddjur. Han publicerade ett flertal vetenskapliga uppsatser, läroböcker, översättningar och bearbetningar av utländska zoologiska arbeten, bland annat Charles J. Cornishs De levande djuren på jorden (2:a upplagan 1925-27) med flera arbeten.